# Sole nudo
Sole nudo (Sol nu em português) é um filme ítalo-brasileiro de comédia, de 1984. O roteiro é de Tonino Cervi, Riccardo Aragno, baseado em uma história do realizador Tonino Cervi.

## Sinopse
Luca Adami, chega ao Rio de Janeiro, fugindo de problemas de trabalho e perdas financeiras em Roma. Ele está tentando mudar a sua vida com a ajuda de um amigo, mas tudo vai ser em vão.
Quando fica desesperado e tenta o suicídio, conhece uma moça lindíssima que se torna sua guia nas favelas e nas ruas mais desconhecidas da cidade. Desse modo, também com a ajuda do misterioso garçon do Hotel, consegue renascer.
Tudo acaba num baile, de madrugada, com os dois namorados à beira do mar.

## Elenco
- David Brandon - Luca Adami
- Tânia Alves - Regina
- Eliana Araujo - a moça mulata
- Isaura De Assis
- Paolo Bonacelli - o garçon
- Carlos de Carvalho - o director
- Bebeto Alves -
- Dennis De Carvalho - De Bernardi
- Antonio Maimone - Giovanni
- Girolamo Marzano - Fábio